# Campeonato Juvenil Africano de 1977
El Campeonato Juvenil Africano de 1977 fue el primer torneo eliminatorio en África rumbo a la Copa Mundial de Fútbol Sub-20 de 1977 a celebrarse en Túnez en ese mismo año. Participaron 4 selecciones juveniles de África.

## Partidos
| Equipo 1 | Agr.  | Equipo 2        | Ida   | Vuelta |
| -------- | ----- | --------------- | ----- | ------ |
| Guinea   | 0 - 4 | Marruecos       | 0 - 1 | 0 - 3  |
| Egipto   | w.o.  | Costa de Marfil | 1 - 0 | 2 - 31 |

1- El partido fue abandonado cuando iba 3-2 a favor de Costa de Marfil ya que Egipto se negó a continuar con el partido. Costa de Marfil clasificó.

## Clasificados al Mundial Sub-20
| - Marruecos | - Costa de Marfil |